# Wyspy Focze

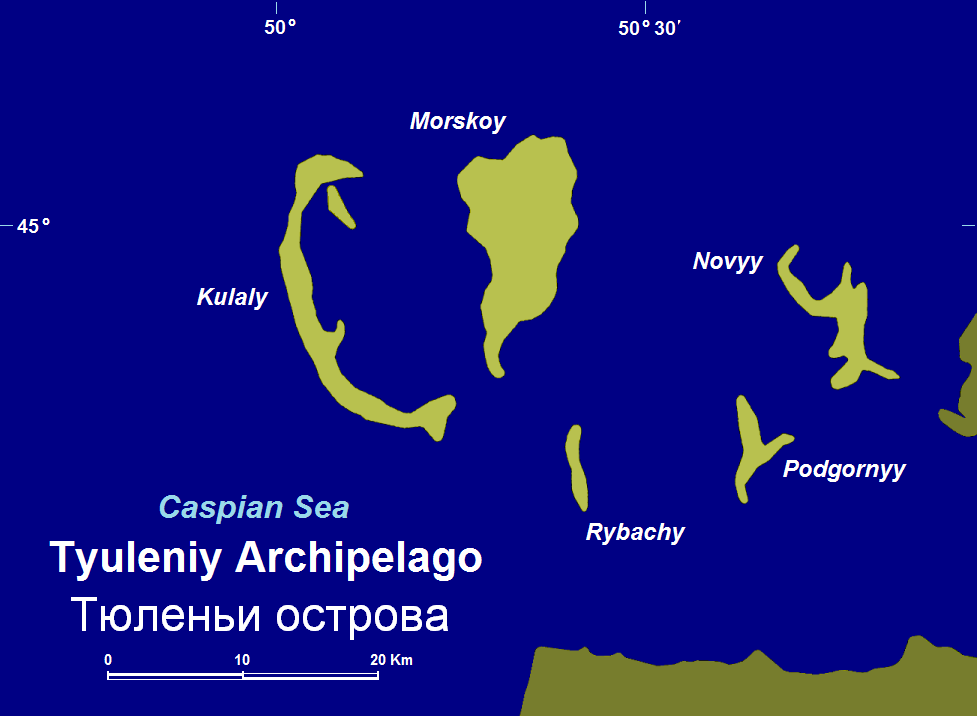
Wyspy Focze

Wyspy Focze (kaz. Tüledy arałdary, ros. ostrowa Tiulenji) – archipelag złożony z pięciu nizinnych wysp, położony w północno-wschodniej części Morza Kaspijskiego u wybrzeży Kazachstanu, przy wlocie do Zatoki Mangyszłackiej, 30 km na północ od miejscowości Fort-Szewczenko. Powierzchnia: około 130 km².
Wszystkie spośród wysp są wąskie i ułożone są południkowo. Porasta je roślinność półpustynna. Na największej z wysp ulokowana jest stacja meteorologiczna. W skład archipelagu wchodzą wyspy:
- Kułały – największa spośród wszystkich wysp, zajmuje około 68 km²[3]
- Tengyz (Morskoj)
- Rybaczyj
- Podgornyj
- Nowyj

Dwie pomniejsze wyspy nie mają swojej nazwy. Od 2004 roku BirdLife International uznaje wyspy za ostoję ptaków IBA ze względu na pojawianie się tu podczas przelotów perkozów rdzawoszyich (Podiceps grisegena) i gniazdowanie rybitw czubatych (Thalasseus sandvicensis).